# Mariebergs kyrkogård

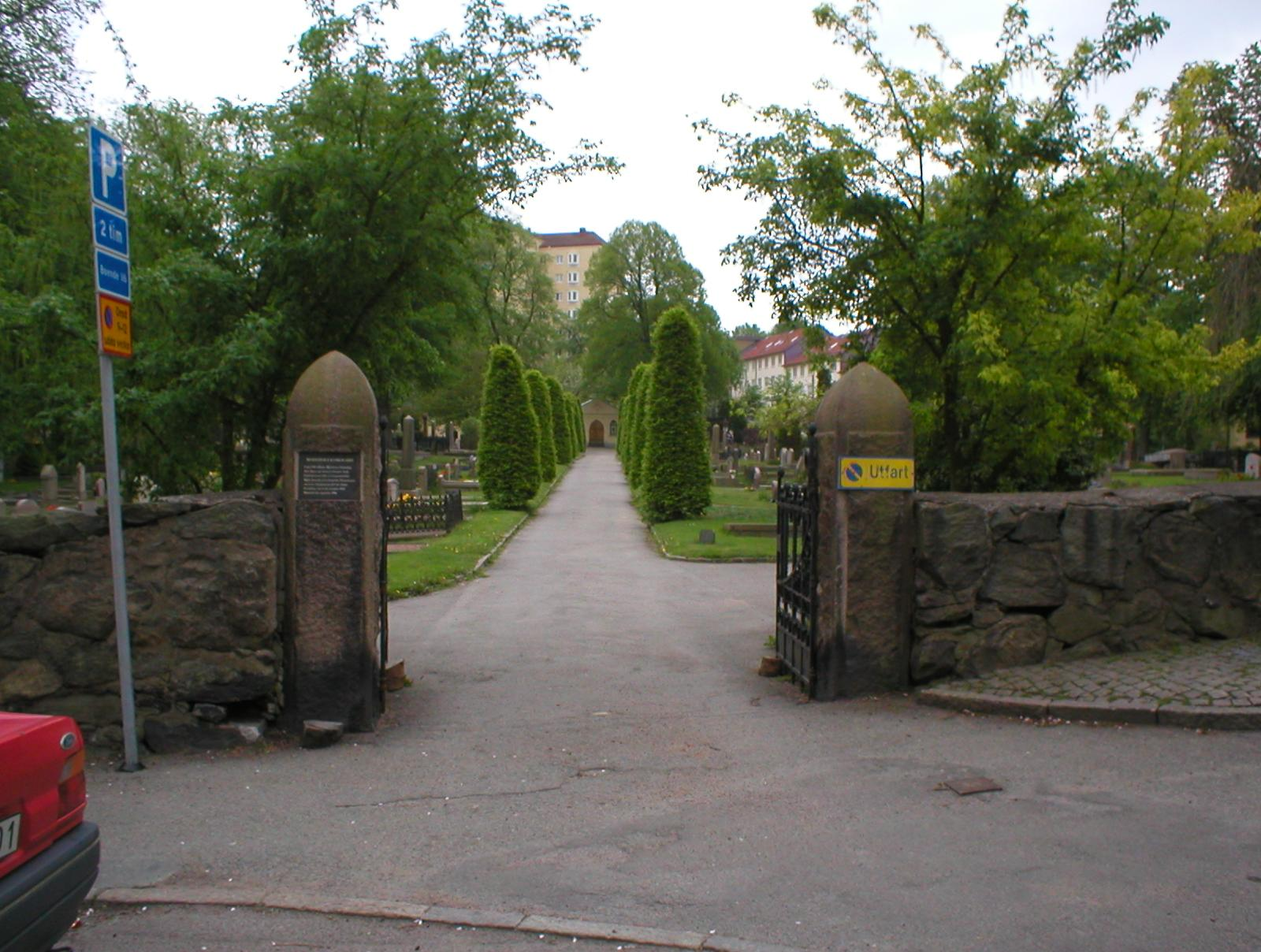
Mariebergs kyrkogård från huvudentrén.

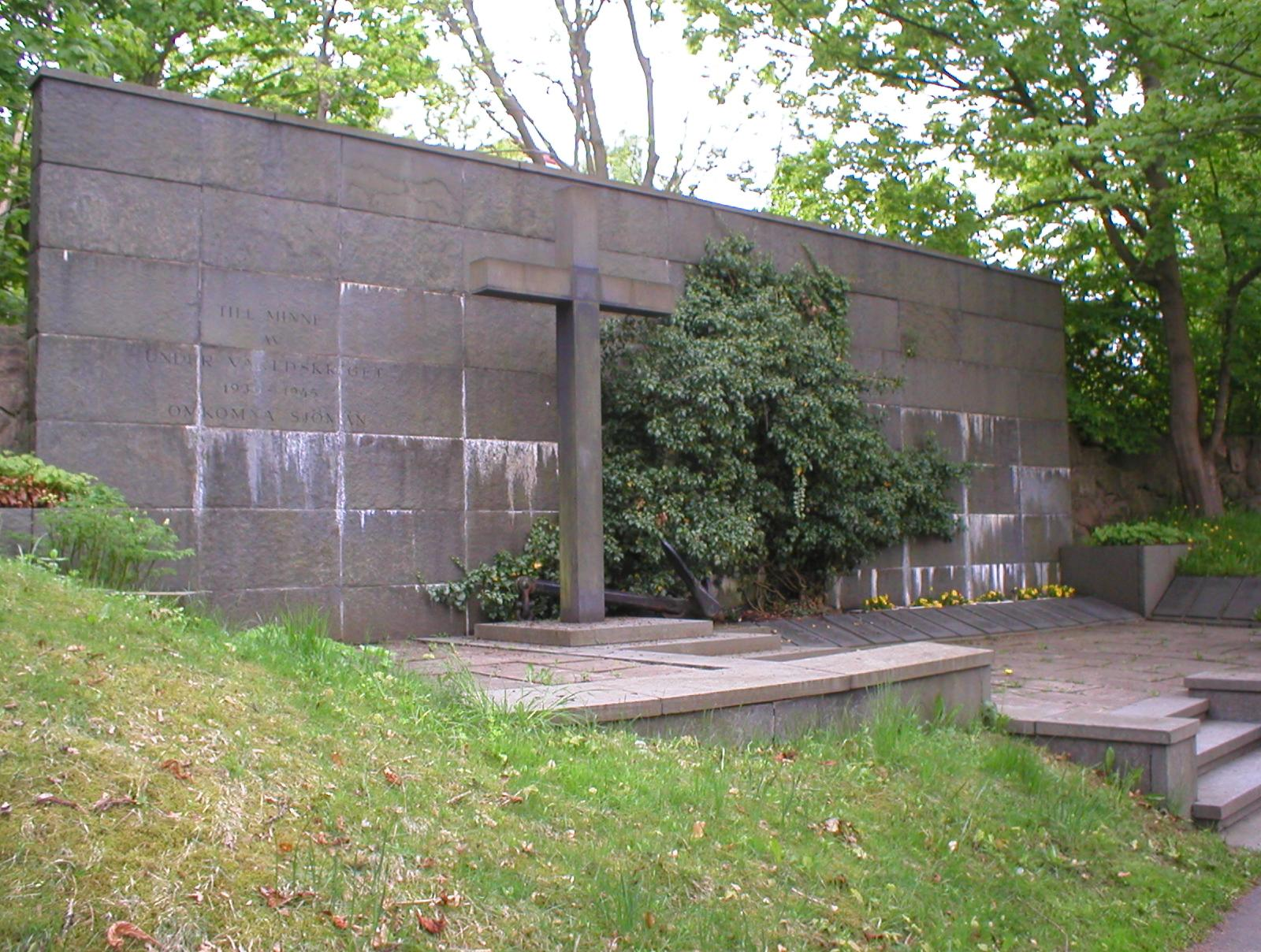
Kyrkogårdens minnesmärke över världskrigsoffren, invigt den 18 juni 1943.

Mariebergs kyrkogård, vardagligen även Mariebergskyrkogården, är en kyrkogård i Majorna i Göteborg, tillhörande Carl Johans församling. Kyrkogården tillkom år 1787. Wilhelm Stenhammar och Johan Fredrik Carpelan är begravna där. Kyrkogården tillhör geografiskt stadsdelen Majornas tredje rote. Kyrkogårdens areal var 1,37 hektar år 1910. Kyrkogården har 1 197 gravar.
Efter att Mariebergs församling bildats 1786, beslutades om att anlägga en kyrkogård på "Majberget" (som kyrkogården även fått sitt namn av, en så kallad "uppsnyggning" av Maj > Marie), och 1787 kunde den tas i bruk. Åtminstone två gånger har den utvidgats, 1867 då den införlivade tomtplatserna Standaret, Flaggan, Signalen och en del av Ankaret, det vill säga området söder om stora tvärgången. Denna utvidgning köptes av förvaltarna för trädgårdsmästare Grens konkursbo för 2 000 riksdaler. År 1933 utvidgades det sydvästra hörnet, med tomtplatsen Fanan, där ett litet hus i roten 199 var beläget.
Kungl. Maj:t medgav 1786 att offentlig gudstjänst skulle få hållas i ett hus inom Mariebergs församling, till dess en annexkyrka av sten kunde bli färdig. En stor materialbod i trä, som uppförts vid anläggningen av kyrkogården, fick tjänstgöra som provisorium under en övergångstid av 20 år. Lokalen togs i bruk 1787. På västra gaveln hade den ett lågt torn med två ringklockor. Ett orgelverk med 13 stämmor var placerat på en mindre läktare i byggnaden. Kyrkan kallades Mariakyrkan eller Mariebergs Kyrka. Byggnaden revs i juni 1826.
Ett begravningskapell uppfördes 1871 samt tillbyggdes 1938. Åren 1894-1924 uppläts inte några nya familjegravar, varken på denna eller Djurgårdskyrkogården, men från 1925 släppte man på detta. Vid den östra sidan av ingången till kyrkogården fanns ännu i början av 1870-talet en trappa på vardera sidan om muren, där kropparna efter så kallade "självspillingar" (självmord) i solnedgången lyftes över muren. Dom tilläts inte som andra avlidna i procession föras in genom porten. Deras begravningsplats blev det nordöstra hörnet intill muren, där de begravdes i stillhet.
På en minnestavla vid entrén (uppsatt 1986) står det: "I maj 1786 bildades Mariebergs församling. Året därpå togs denna kyrkogård i bruk. Gudstjänsterna hölls i en byggnad, kallad Majkyrkan, här på kyrkogården. Församlingen var en föregångare till Carl Johans församling vars kyrka invigdes 1826." Kyrkogården innehåller också ett stort monument över sjömän som omkommit under andra världskriget, uppsatt av Sveriges Redareförening.
Från Stora Allmänna Vägen (Karl Johansgatan) gick Majbergsliden (del av Såggatan) snett söderut till kyrkogården på 1800-talet.